# FK Alma-Ata
El FK Alma-Ata (kazakh: Алма-Ата Футбол Клубы o FC Almaty (kazakh: Алматы футбол клубы, Alamty Fýtbol Klýby) fou un club kazakh de futbol de la ciutat d'Almati.
Va existir entre 2000 i 2008. L'any 2006 es proclamà campió de la Copa del país, fet que el classificà per la Copa de la UEFA 2007-2008. L'any 2009 patí una fallida desapareixent. El club es fusionà amb el FC MegaSport Almaty formant el nou FK Lokomotiv Astana.
Evolució del nom:
- 2000: FK Tcesna
- 2004: FK Alma-Ata

## Palmarès
- Copa kazakha de futbol:[3]
  - 2006